# Emmy Göber
Emma „Emmy“ Göber (* 30. März 1929 in Kemeten als Emma Böhm; † 17. November 2010 in Gleisdorf) war eine österreichische Politikerin (ÖVP).

## Leben
Emmy Göber wurde am 30. März 1929 als Tochter des Volksschullehrers und -direktors Alfred Böhm und dessen Ehefrau Emma in Kemeten im Burgenland geboren. Eines ihrer Geschwister war der spätere Industriemanager Alfred Böhm (1925–2015), Generaldirektor von Waagner-Biro. Nach dem Besuch der Pflichtschulen absolvierte sie die Lehrerbildungsanstalt in Graz, an der sie im Jahr 1948 die Matura ablegte. Danach arbeitete sie bis 1960 als Lehrerin in Hauptschulen in Stegersbach, Graz und zuletzt in Gleisdorf, wo sie seit den 1950er Jahren lebte. Von 1960 bis 1973 war sie Hausfrau und kümmerte sich um die Erziehung ihrer beiden Kinder (Michael (* 1959) und Ulli), die sie nach ihrer 1952 vollzogenen Heirat bekommen hatte. 1973 kehrte Göber als kaufmännische Angestellte ins Berufsleben zurück und arbeitete bis zu ihrer Pensionierung im Betrieb ihres Ehemannes Julius, dem Eisenhof Göber in Gleisdorf. Anderen Quellen zufolge arbeitete sie dort bereits ab dem Jahre 1960.
Im Rahmen ihrer dortigen Tätigkeit entwickelte Göber ein Interesse für Politik und setzte sich im Wirtschaftsbund schon sehr früh für die Rolle der Frau in der Wirtschaft ein. Im Jahr 1975 zog Emmy Göber in den Gleisdorfer Gemeinderat und hatte dabei ein ÖVP-Mandat inne. Zwei Jahre später wurde sie innerhalb des Wirtschaftsbundes Mitglied der Bezirksgruppenleitung des Bezirks Weiz und war 1978 Stellvertreterin des Stadtgruppenobmanns des Wirtschaftsbundes in Gleisdorf. Innerhalb der Partei stieg sie 1980 zur Stadtparteiobmann-Stellvertreterin der ÖVP Gleisdorf auf und war ab dem gleichen Jahr Mitglied des Landesausschusses der ARGE Frau in der Wirtschaft. Nachdem sie 1981 zur Stellvertreterin des Hauptbezirksparteiobmann der ÖVP Weiz ernannt worden war, schaffte sie den Einzug in den österreichischen Bundesrat, dem sie in der XVI. Gesetzgebungsperiode angehörte. Danach wechselte sie von Wien wieder zurück in die Steiermark und wurde nach der Landtagswahl 1986 als Landtagsabgeordnete der ÖVP im steirischen Landtag vereidigt, dem sie über nahezu die gesamte XI. Gesetzgebungsperiode im Zeitraum vom 18. Oktober 1986 bis zum bis 23. September 1991 angehörte. In dieser Zeit war sie Mitglied des Finanzausschusses, des Verkehrs- und Infrastrukturausschusses sowie des Wirtschafts- und Raumordnungsausschusses.
Sie lebte fast bis zu ihrem Tod im Göber-Haus in der Gleisdorfer Innenstadt und verbrachte die letzten beiden Jahre ihres Lebens im nicht weit entfernten Bezirkspensionistenheim Gleisdorf. Im Alter von 81 Jahren starb Göber am 17. November 2010 in der Stadt, in der sie die letzten sechs Jahrzehnte verbracht hatte.